# Songs for Survivors
Albums de Graham Nash
Innocent Eyes
(1986)
Songs for Survivors est le cinquième album solo de Graham Nash, paru en 2002.

## Titres
Toutes les chansons sont de Graham Nash, sauf mention contraire.
1. Dirty Little Secret (Russ Kunkel, Graham Nash) – 4:22
2. Blizzard of Lies – 4:08
3. Lost Another One – 3:21
4. The Chelsea Hotel – 3:55
5. I'll Be There for You (Doug Ingoldsby, Graham Nash, Joe Vitale) – 3:43
6. Nothing in the World – 5:21
7. Where Loves Lies Tonight (Graham Nash, Joe Vitale) – 3:13
8. Pavanne (Linda Thompson, Richard Thompson) – 5:13
9. Liar's Nightmare (Graham Nash, Jean Ritchie) – 8:09
10. Come With Me – 2:37

## Musiciens
- Graham Nash : chant, guitare acoustique, harmonica

- Lenny Castro : percussions
- David Crosby : chœurs
- Dan Dugmore : guitares, banjo
- Steve Farris : guitares
- Sydney Forest : chœurs
- Viktor Krauss : basse
- Dean Parks : guitares
- Russ Kunkel : batterie, percussions
- Matt Rollings : claviers